# Cantó de Senta Crotz
El cantó de Senta Crotz de Volvèstre és un cantó francès del departament de l'Arieja, a la regió d'Occitània. Està enquadrat al districte de Sent Gironç, té 12 municipis i el cap cantonal és Senta Crotz de Volvèstre.

## Municipis
- Bagert
- Barjac
- Vedelha
- Ceridòus
- Contrasi
- Havars
- La Sèrra
- Mauvesin de Senta Crotz
- Merigon
- Montardit
- Senta Crotz de Volvèstre
- Tortosa